# 原奈津季
原 奈津季（はら なつき、8月4日 - ）は、日本の女優。千葉県出身。劇団NLT所属。

## 出演作品

### 吹き替え
- アイ・アム・デビッド
- アイ,ロボット
- ガーフィールド
- ターミネーター3
- ディボース・ショウ
- デジャヴ
- ドクター・フー
- ハッピー・フューネラル
- ハリウッド的殺人事件（クレオ・リカルド）
- Be Cool/ビー・クール
- フォーチュン・クッキー
- 北京ヴァイオリン
- マキシマムタイド（レネ）
- ロード・オブ・ザ・リング
- ロード・オブ・ザ・リング/王の帰還（エヴェラード・プラウドフット）
- 私はケイトリン

### 舞台
- 嫁も姑も皆幽霊(三越劇場)
- 被告人(アートスフィア)
- おためし遊ばせ(三越劇場)
- 美しきものたちの伝説(シアターV赤坂)
- おかしな二人〜女性版〜(銀座みゆき館劇場)
- 喜劇・桜の園(三越劇場)